# Jerzy Waletko
Jerzy Waletko ps. Bytomski (ur. 22 maja 1903 w Lipinach, zm. 2 maja 1972 w Bytomiu) – urzędnik górniczy, powstaniec śląski, oficer Wojska Polskiego, spadochroniarz Akcji Kontynentalnej.

## Życiorys
Urodził się jako jeden z dwanaściorga dzieci Jana i Marii z domu Dombek. Uczył się w szkole powszechnej w Chruszczowie, w 1919 r. ukończył szóstą klasę  w gimnazjum w Bytomiu. Za udział w patriotycznej manifestacji został wydalony ze szkoły. Znalazł zatrudnienie w Kopalni Węgla Kamiennego „Szombierki”, a następnie w Kopalni „Wolfgang-Wawel”. W I powstaniu śląskim służył jako goniec, zaś II i III powstaniu śląskim walczył już z bronią w ręku, jako członek batalionu szturmowego brał udział w starciach o Dobrodzień. Po powstaniach został skierowany do szkoły górniczej ale był zmuszony przerwać naukę z powodu wypadku. Po wyleczeniu powrócił do pracy w kopalni ale już w części naziemnej. 
W tym okresie działał społecznie, był prezesem bytomskiego Związku Powstańców Śląskich, dowodził drużyną ratowniczo-sanitarną Obrony Przeciwlotniczej i  Gazowej Kopalni "Walenty-Wawel". Po wybuchu II wojny światowej brał udział w walkach pogranicznych z Freikorpsem i oddziałami Wehrmachtu, a następnie ewakuował się na Węgry, gdzie pracował w Czerwonym Krzyżu w Budapeszcie. 18 sierpnia 1940 r. trafił do Syrii, gdzie szkoliła się Samodzielnej Brygadzie Strzelców Karpackich (walczył między innymi w bitwie o Tobruk). Od sierpnia 1943 r. przygotowywał się do działalności konspiracyjnej na terenach okupowanych przez III Rzeszę. Przeszedł kurs spadochronowy i dywersyjny, 10 października 1943 r. został zaprzysiężony. Początkowo był szkolony do pracy z czetnikami, jednak operacja jego przerzucenia na ich tereny się nie powiodła. 
W nocy z 5 na 6 maja 1944 roku, w ramach działań pionu wojskowego Akcji Kontynentalnej samolot z Jerzym Waletko i dwoma polskimi skoczkami (por. Stanisław Hołły i por. Tomasz Kurasiewicz) poleciał z Włoch do Grecji. Na greckiej ziemi przyjął nazwisko Edward George Bart i miał zajmować się zbieraniem informacji o ruchach wojsk niemieckich i werbowaniem Polaków służących w organizacji Todt i Wehrmachcie do służby w Polskich Siłach Zbrojnych. Spędził tam pół roku współpracując z greckim ruchem oporu. 27 stycznia 1945 r. powrócił do Włoch, a stamtąd trafił do Wielkiej Brytanii. Po nieudanej próbie sprowadzenia rodziny, został zdemobilizowany 9 czerwca 1947 r. i 23 czerwca powrócił do Polski. Znalazł zatrudnienie w Rudzkim Zjednoczeniu Przemysłu Węglowego, gdzie pełnił m.in. funkcję zastępy dyrektora i inspektora kadr. 20 października 1950 roku został zatrzymany przez Urząd Bezpieczeństwa i bez procesu został zwolniony z więzienia 20 kwietnia 1951 r. Powrócił do pracy w górnictwie, w Kopalni „Bobrek” pracował na stanowiskach referenta, technika i inspektora BHP. W 1954 r. zdał egzamin maturalny w Technikum Górniczym w Katowicach i od 1956 uczył przedmiotów zawodowych Zespole Szkół Górniczych w Bytomiu-Bobrku. W 1958 r. przeszedł na emeryturę. Zmarł 2 maja 1972 r. w Bytomiu.

## Ordery i odznaczenia
Za swą służbę otrzymał odznaczenia:
- Krzyż Srebrny Virtuti Militari
- Krzyż Walecznych – dwukrotnie
- Srebrny Krzyż Zasługi
- Krzyż na Śląskiej Wstędze Waleczności i Zasługi
- Śląski Krzyż Powstańczy
- Croce al merito di guerra